# Giro della Toscana
Der Giro della Toscana (früher teilweise: Giro di Toscana) (zu dt. Toskana-Rundfahrt) ist ein italienisches Straßenradrennen für Männer.
Der Giro della Toscana ist ein Eintagesrennen, das zum ersten Mal 1923 ausgetragen wurde. Das Rennen findet jährlich Ende September in der italienischen Region Toskana statt. Bis 2010 wurde das Rennen Ende April oder Anfang Mai ausgetragen. Seit 2005 zählt das Rennen zur UCI Europe Tour und ist in die Kategorie 1.1 eingestuft. Rekordsieger ist der Italiener Gino Bartali mit fünf Siegen, gefolgt von Francesco Moser mit vier Erfolgen. Aus Deutschland konnte Rudi Altig das Rennen 1966 gewinnen, Schweizer Sieger waren bisher Josef Fuchs 1972 und Marc Hirschi 2022.
2016 und 2017 wurde das Rennen als Etappenrennen veranstaltet und ging über zwei Etappen. Dadurch wurde es in der Kategorie 2.1 eingestuft. 2018 gab es die Veranstaltung wieder als Eintagesrennen und in der Kategorie 1.1.

## Palmarès
| Jahr | Sieger                   | Zweiter                  | Dritter                         |
| ---- | ------------------------ | ------------------------ | ------------------------------- |
| 1923 | Costante Girardengo      | Federico Gay             | Giovanni Brunero                |
| 1924 | Costante Girardengo      | Pietro Linari            | Michele Gordini                 |
| 1925 | Nello Ciaccheri          | Marco Giuntelli          | Giovanni Del Taglio             |
| 1926 | Alfredo Binda            | Costante Girardengo      | Domenico Piemontesi             |
| 1927 | Alfredo Binda            | Domenico Piemontesi      | Giovanni Brunero                |
| 1928 | Alessandro Catalani      | Colombo Neri             | Mario Pomposi                   |
| 1929 | Leonida Frascarelli      | Siro Magagnini           | Marco Giuntelli                 |
| 1930 | Pio Caimmi               | Alfredo Binda            | Luigi Marchisio                 |
| 1932 | Learco Guerra            | Luigi Giacobbe           | Alfredo Binda                   |
| 1934 | Mario Cipriani           | Giuseppe Martano         | Adriano Vignoli                 |
| 1935 | Mario Cipriani           | Giuseppe Martano         | Giuseppe Olmo                   |
| 1936 | Giovanni Cazzulani       | Mario Cipriani           | Giovanni Gotti                  |
| 1937 | Olimpio Bizzi            | Glauco Servadei          | Giovanni Valetti                |
| 1938 | Mario Vicini             | Learco Guerra            | Ruggero Balli                   |
| 1939 | Gino Bartali             | Mario Vicini             | Olimpio Bizzi                   |
| 1940 | Gino Bartali             | Mario Vicini             | Sebastiano Torchio              |
| 1941 | Fausto Coppi             | Gino Bartali             | Gino Fondi                      |
| 1942 | Vito Ortelli             | Gino Bartali             | Glauco Servadei                 |
| 1943 | Olimpio Bizzi            | Glauco Servadei          | Gino Bartali                    |
| 1946 | Aldo Ronconi             | Gino Bartali             | Vito Ortelli                    |
| 1947 | Bruno Pasquini           | Nedo Logli               | Alfredo Martini                 |
| 1948 | Gino Bartali             | Luciano Maggini          | Sergio Maggini                  |
| 1949 | Fiorenzo Magni           | Danilo Barozzi           | Leo Castellucci                 |
| 1950 | Gino Bartali             | Primo Volpi              | Giulio Bresci                   |
| 1951 | Loretto Petrucci         | Giuseppe Minardi         | Franco Giacchero                |
| 1952 | Rinaldo Moresco          | Franco Giacchero         | Angelo Conterno                 |
| 1953 | Gino Bartali             | Elio Brasola             | Giovanni Pettinati              |
| 1954 | Fiorenzo Magni           | Armando Barducci         | Pasquale Fornara                |
| 1955 | Arigo Padovan            | Franco Aureggi           | Tranquillo Scudellaro           |
| 1956 | Nello Fabbri             | Cleto Maule              | Guido De Santi                  |
| 1957 | Alfredo Sabbadin         | Emilio Bottecchia        | Giorgio Albani                  |
| 1958 | Willy Vannitsen          | Guido Carlesi            | Giorgio Albani                  |
| 1959 | Adriano Zamboni          | Angelo Conterno          | Guido Boni                      |
| 1960 | Nino Defilippis          | Adriano Zamboni          | Guido Carlesi                   |
| 1961 | Marino Fontana           | Adriano Zamboni          | Rino Benedetti                  |
| 1962 | Guido Carlesi            | Diego Ronchini           | Dino Liviero                    |
| 1963 | Vito Taccone             | Vittorio Adorni          | Imerio Massignan                |
| 1964 | Giorgio Zancanaro        | Roberto Poggiali         | Aldo Moser                      |
| 1965 | Luciano Sambi            | Imerio Massignan         | Renzo Baldan                    |
| 1966 | Rudi Altig               | Dino Zandegù             | Felice Gimondi                  |
| 1967 | Franco Balmamion         | Michele Dancelli         | Vittorio Adorni                 |
| 1968 | Franco Bitossi           | Adriano Durante          | Marino Basso                    |
| 1969 | Giorgio Favaro           | Ernesto Jotti            | Attilio Rota                    |
| 1970 | Gianfranco Bianchin      | Ernesto Jotti            | Romano Tumellero                |
| 1971 | Giancarlo Polidori       | Antoon Houbrechts        | Arturo Pecchielan               |
| 1972 | Josef Fuchs              | Georges Pintens          | Giuseppe Perletto               |
| 1973 | Roger De Vlaeminck       | Roberto Poggiali         | Fabrizio Fabbri                 |
| 1974 | Francesco Moser          | Franco Bitossi           | Sigfrido Fontanelli             |
| 1975 | Tino Conti               | Franco Bitossi           | Roger De Vlaeminck              |
| 1976 | Francesco Moser          | Walter Riccomi           | Pierino Gavazzi                 |
| 1977 | Francesco Moser          | Roger De Vlaeminck       | Alfio Vandi                     |
| 1978 | Giuseppe Perletto        | Pierino Gavazzi          | Giuseppe Martinelli             |
| 1979 | Mario Noris              | Giuseppe Fatato          | Renato Laghi                    |
| 1980 | Nazzareno Berto          | Giuseppe Saronni         | Pierino Gavazzi                 |
| 1981 | Gianbattista Baronchelli | Pierino Gavazzi          | Francesco Moser                 |
| 1982 | Francesco Moser          | Gianbattista Baronchelli | Alfio Vandi                     |
| 1983 | Alfons De Wolf           | Massimo Ghirotto         | Riccardo Magrini                |
| 1984 | Gianbattista Baronchelli | Bruno Leali              | Giuliano Pavanello              |
| 1985 | Ezio Moroni              | Giovanni Mantovani       | Jens Veggerby                   |
| 1986 | Claudio Corti            | Roberto Visentini        | Massimo Ghirotto                |
| 1987 | Renato Piccolo           | Claudio Chiappucci       | Roberto Pagnin                  |
| 1988 | Ron Kiefel               | Silvano Contini          | Daniele Pizzol                  |
| 1989 | Maurizio Fondriest       | Dmitri Konyschew         | Gianbattista Baronchelli        |
| 1990 | Marco Saligari           | Marco Lietti             | Roberto Pagnin                  |
| 1991 | Massimiliano Lelli       | Leonardo Sierra          | Giorgio Furlan                  |
| 1992 | Giorgio Furlan           | Leonardo Sierra          | Gianni Faresin                  |
| 1993 | Massimiliano Lelli       | Leonardo Sierra          | Stefano Della Santa             |
| 1994 | Francesco Casagrande     | Pascal Richard           | Massimo Ghirotto                |
| 1995 | Massimo Podenzana        | Denis Zanette            | Alberto Elli                    |
| 1997 | Sergio Barbero           | Michele Bartoli          | Wladimir Pulnikow               |
| 1998 | Francesco Secchiari      | Stefano Faustini         | Massimo Donati                  |
| 1999 | Luca Scinto              | Nicola Miceli            | Alessandro Spezialetti          |
| 2000 | Ruslan Ivanov            | Sergio Barbero           | Gianluca Bortolami              |
| 2001 | Gorazd Štangelj          | Pascal Hervé             | Pablo Lastras                   |
| 2002 | Alexandre Shefer         | Paolo Bettini            | Giuseppe Palumbo                |
| 2003 | Rinaldo Nocentini        | Massimo Giunti           | Tadej Valjavec                  |
| 2004 | Matteo Tosatto           | Alberto Ongarato         | Dmitri Konyschew                |
| 2005 | Daniele Bennati          | Mychajlo Chalilow        | Marco Velo                      |
| 2006 | Przemysław Niemiec       | Giuliano Figueras        | Wolodymyr Duma                  |
| 2007 | Vincenzo Nibali          | Matteo Priamo            | Boris Ruslanowitsch Schpilewski |
| 2008 | Mattia Gavazzi           | Francesco Chicchi        | Gabriele Balducci               |
| 2009 | Alessandro Petacchi      | Manuel Belletti          | Ruggero Marzoli                 |
| 2010 | Daniele Bennati          | Marco Marcato            | Caleb Fairly                    |
| 2011 | Daniel Martin            | Mauro Santambrogio       | Miguel Ángel Rubiano            |
| 2012 | Alessandro Ballan        | Carlos Betancur          | Valerio Agnoli                  |
| 2013 | Mattia Gavazzi           | Iwan Rowny               | Taylor Phinney                  |
| 2014 | Pieter Weening           | Jérôme Baugnies          | Roman Maikin                    |
| 2016 | Daniele Bennati          | Sonny Colbrelli          | Giovanni Visconti               |
| 2017 | Guillaume Martin         | Giovanni Visconti        | Mattia Cattaneo                 |
| 2018 | Gianni Moscon            | Romain Bardet            | Domenico Pozzovivo              |
| 2019 | Giovanni Visconti        | Egan Bernal              | Nikolai Tscherkassow            |
| 2020 | Fernando Gaviria         | Robert Stannard          | Ethan Hayter                    |
| 2021 | Michael Valgren          | Alessandro De Marchi     | Diego Ulissi                    |
| 2022 | Marc Hirschi             | Lorenzo Rota             | Daniel Felipe Martínez          |
| 2023 | Pavel Sivakov            | Richard Carapaz          | Felix Großschartner             |
| 2024 | Clément Champoussin      | Michael Storer           | Jordan Jegat                    |
| 2025 |                          |                          |                                 |

## Giro della Toscana (U23)
Unter dem Namen Giro della Toscana existierte von 2002 bis 2007 ein weiteres Radrennen, das als Etappenrennen ausgetragen wurde. Das Rennen zählte zur UCI Europe Tour und war in die Kategorie 2.2 eingestuft. Teilnahmeberechtigt waren nur U23-Fahrer.
Sieger
| Jahr | Sieger            | Land     | Mannschaft                     |
| ---- | ----------------- | -------- | ------------------------------ |
| 2002 | Davide Bragazzi   | Italien  | Italfine Podenzano             |
| 2003 | Kiril Golubew     | Russland | G.S. Promociclo                |
| 2004 | Andrij Hrywko     | Ukraine  | Mix2 Dolphin Finauto Yomo S.T. |
| 2005 | Sergei Firsanow   | Russland | Rietumu Bank                   |
| 2006 | Francesco Gavazzi | Italien  | Italien                        |
| 2007 | Emanuele Vona     | Italien  | Neri Finauto Lucchini          |

## Giro della Toscana (Junioren)
Unter dem Namen Giro della Toscana  existierte zwischen 1993 und 2009 auch ein Radrennen der Junioren, das wie die U23-Ausgabe ebenfalls als Etappenrennen ausgetragen wurde.
Sieger
- 2009  Gijs Van Hoecke
- 2008  Arnaud Jouffroy
- 2007  Dominik Nerz
- 2006  Maurice Schreurs
- 2005  Jan Ghyselinck
- 2004  Roman Kreuziger
- 2003  Roman Kreuziger
- 2002  Miha Švab
- 2001  Mathieu Boiche
- 2000  Kevin De Weert
- 1999  Fabrizio Fracassa
- 1998  Eduard Kiwitschew
- 1997  Rubens Bertogliati
- 1996  Rubens Bertogliati
- 1995  Mirko Lauria
- 1994  Tadej Valjavec
- 1993  Gabriele Balducci